# Пречистое (Ярославская область)
Пречи́стое — рабочий посёлок в Ярославской области России. Административный центр Первомайского района. Образует городское поселение Пречистое.

## География
Расположен в 98 км к северу от Ярославля между рек Уча и Соть. Железнодорожная станция на линии Данилов — Вологда. Через Пречистое проходит федеральная автомагистраль М8 «Холмогоры» (Москва — Архангельск).

## История
Дмитрий Донской в XIV веке купил в Костромском уезде Черный и Служень станы. Так же упоминание о Служне Стане (Пречистом) зафиксировано в указе Елены Глинской от имени сына Ивана Васильевича 1538 года о постройке города(крепости) на стрелке рек Обноры и Учи. В другой Царской грамоте от 1586 года упоминается Служень стан и Пречистенский поп.[2] В XVII в. по административно-территориальному делению село входило в Ярославский уезд в Служень стан. По церковно-административному делению приход относился к Костромской десятине. В писцовых книгах за 1627—1629 годы в составе этой Служней волости упоминается «…погост Успенский на Стану, а на погосте церковь Успения Пречистыя Богородицы деревянна, да пашни церковные паханные 24 четверти». В 1628, 1635 г. г. упоминается церковь «Успение Пречистые Богородицы в Служне стану».
Поселок Пречистое образован в 1678 году. За свою историю населённый пункт несколько раз менял своё название: Старо Успенский погост, Стано-Успенское, Успенское на стану. Населённый пункт был транзитным пунктом на оживлённой дороге. Дома в селе построены были тесно. Пожар в 1819 г. уничтожил все строения кроме церкви и сторожки. Существенный толчок развитию села дало строительство в 1856 году железной дороги Ярославль — Вологда, построенной по инициативе Скульских, которым до революции принадлежала Архивная копия от 28 сентября 2018 на Wayback Machine южная часть села Пречистое и также земли в Вологодской и Костромской губерниях; в Вологодской губернии жили Архивная копия от 28 сентября 2018 на Wayback Machine их ближайшие родственники. В 1859 году поселок насчитывал 48 дворов, 300 жителей, в документах упоминаются одна церковь, почтовая станция и церковно-приходская школа. В 1866 году в селе появилась первая школа, в 1896 году — библиотека, а в 1919 — первый клуб. К 1880 г. домов в селе было уже 75. С XIX века в Пречистом проводились ярмарки (первая ярмарка состоялась в 1852 году). Развита была частная торговля, которую вели купцы: братья Пастуховы, Смирнов, Александров, Яровцын, Карпов, Григорьев, Беляков, Морозовы, Свешников и другие.
В 1929 году в селе был создан колхоз, куда вошло 125 хозяйств. В мае 1935 года образовался Пречистенский район. Статус посёлка городского типа — с 1971 года.
Указом Президиума Верховного Совета РСФСР от 8 февраля 1971 года районный центр Первомайского района Ярославской области был перенесён из села Кукобой в село Пречистое.

### Происхождение названия
Легенда гласит: в давние времена это поселение называлось Станом. Недалеко от него на небольшом холме стояла деревянная церковь. Этот холм с церковью получил название Чистое, а о самом Стане стали говорить: Стан перед Чистым. Со временем несколько слов слились в одно и получилось — Пречистое. Более простым, правдоподобным и убедительным является довод о происхождении названия Пречистое от именования Божией Матери Пречистой Девой, тем более, что в Пречистом находился храм Успения Б. М. По аналогии с названием улицы Пречистенка в Москве.

## Население
| 1859  | 1914  | 1939  | 1959  | 1979  | 1989  | 2002  |
| ----- | ----- | ----- | ----- | ----- | ----- | ----- |
| 220   | ↗421  | ↗1183 | ↗1551 | ↗3867 | ↗5235 | ↘5092 |
| 2007  | 2009  | 2010  | 2011  | 2012  | 2013  | 2014  |
| ↘4972 | ↘4894 | ↘4846 | →4846 | ↘4829 | ↘4776 | ↘4703 |
| 2015  | 2016  | 2017  | 2018  | 2019  | 2020  | 2021  |
| ↘4658 | ↘4648 | ↗4692 | ↘4672 | ↘4618 | ↘4607 | ↘4486 |

Национальный состав
По итогам переписи населения 2020 года проживали следующие национальности (национальности менее 0,1 % и другое, см. в сноске к строке «Другие»):
| Национальность | Численность, чел. | Доля     |
| -------------- | ----------------- | -------- |
| Русские        | 4312              | 96,12 %  |
| Армяне         | 32                | 0,71 %   |
| Езиды          | 30                | 0,67 %   |
| Молдаване      | 17                | 0,38 %   |
| Азербайджанцы  | 14                | 0,31 %   |
| Украинцы       | 14                | 0,31 %   |
| Чеченцы        | 8                 | 0,18 %   |
| Другие         | 59                | 1,32 %   |
| Итого          | 4486              | 100,00 % |

## Экономика
В настоящее время приоритетными отраслями остаются заготовка леса и деревопереработка.
Всего в поселке на 2020 год работают несколько предприятий и организаций, включая:
- ООО «Лесторг» (на базе ликвидировавшегося лесхоза);
- сырзавод (выпускавший сыр под маркой «Пречистенский», обанкротившийся и на базе которого создан ООО «Пречистенский молочный продукт»);
- Первомайское ГУП «Автодор»;

Предприятия ЖКХ:
- ОАО «Первомайское коммунальное хозяйство» — водоснабжение, водоотведение;
- ООО «Наш дом» — управляющая компания (содержание и ремонт имущества собственников жилья);
- северный филиал ОАО «Ярославльоблгаз»;
- ОАО «Ярославская сбытовая компания»;
- ОАО «Первомайское топливное предприятие».

## Транспорт
Грузопассажирские перевозки производятся железнодорожным и автомобильным транспортом. К городу подходят две асфальтированные межмуниципальные автомобильные дороги и транспортная магистраль федерального значения:
- Москва — Холмогоры
- Пречистое — Любим
- Пречистое — Семеновское — Пошехонье

### Автобусные перевозки[29]
Услуги пассажирского транспорта и перевозку льготной категории граждан по району оказывает автотранспортное предприятие соседнего района — АО «Даниловское АТП».
Пригородные маршруты:
- 101 Пречистое — Любим
- 357 Пречистое — Данилов

Проходящие маршруты:
- 534к Данилов — Коза
- 517 Данилов — Кукобой
- 534 Данилов — Семёновское
- 518 Ярославль — Кукобой
- 522 Ярославль — Любим
- 535 Ярославль — Семёновское
- 536 Ярославль — Коза

Междугородние маршруты:
- 520 Ярославль — Пошехонье (через Данилов, Пречистое)
- 358 Ярославль — Пречистое

В 2020—2021 годах действовал внутрипоселковый автобусный маршрут № 1 «улица Привокзальная — улица Фестивальная».

## Культура, достопримечательности
В посёлке функционируют общеобразовательная школа, ГОУ НПО ЯО Профессиональное училище № 47, библиотека, памятник участникам ВОВ, музыкальная школа, дом детского творчества. Работает музей краеведения и леса, расположенный в здании бывшего магазина купца Свешникова. Действует народный театр (основан в 1918 году, художественный руководитель Владимир Фунтов).
В посёлке сохранился каменный Успенский собор (построен в 1798—1801 годах на средства прихожан).

## Известные жители
- 17 июля 1957 года в селе Пречистом родился Александр Петров — известный российский аниматор, автор мультфильма «Старик и море», удостоенного в 2000 году кинопремии «Оскар»[35].
- Кондратьев, Константин Николаевич (1925—1995) — разведчик Великой Отечественной войны, полный кавалер ордена Славы.
- Шаров, Александр Акимович (1906—1957) — командир роты в Великой Отечественной войне, Герой Советского Союза.